# Grubenberg bei Gerstungen
Grubenberg bei Gerstungen este o arie protejată (arie specială de conservare — SAC, sit de importanță comunitară — SCI) din Germania întinsă pe o suprafață de 55 ha, integral pe uscat.

## Localizare
Centrul sitului Grubenberg bei Gerstungen este situat la coordonatele 50°59′03″N 10°04′55″E / 50.9842°N 10.0819°E.

## Înființare
Situl Grubenberg bei Gerstungen a fost declarat sit de importanță comunitară în iunie 2004 pentru a proteja 9 specii de animale. Situl a fost protejat și ca arie specială de conservare în iulie 2008.

## Biodiversitate
Situată în ecoregiunea continentală, aria protejată conține 4 habitate naturale: Liziere de ierburi înalte hidrofile de câmpie și de nivel montan până la alpin, Fânețe de joasă altitudine (Alopecurus pratensis, Sanguisorba officinalis), Păduri de fag Luzulo-Fagetum, Păduri de stejar și carpen Galio-Carpinetum.
La baza desemnării sitului se află mai multe specii protejate:
- păsări (7): lăcar-de-rogoz (Acrocephalus schoenobaenus), pescăruș albastru (Alcedo atthis), becațină comună (Gallinago gallinago), sfrâncioc roșiatic (Lanius collurio), sfrâncioc mare (Lanius excubitor excubitor), lăstun de mal (Riparia riparia), Tachybaptus ruficollis ruficollis
- amfibieni (2): izvoraș-cu-burta-galbenă (Bombina variegata), triton cu creastă (Triturus cristatus)

Pe lângă speciile protejate, pe teritoriul sitului au mai fost identificate 2 specii de plante, 1 specie de păsări, 3 specii de amfibieni, 1 specie de mamifere, 1 specie de nevertebrate, 2 specii de reptile.